# Mobile Suit Gundam Wing
Mobile Suit Gundam Wing, kendt som 新機動戦記ガンダムW (ウイング) (Shin Kidō Senki Gandamu Uingu) i Japan, er en japansk tegnefilmsserie fra 1995. Serien er en blandt mange Gundam-serier, men er ikke direkte forbundet til nogen af de andre serier. Gundam Wing er lavet af studiet Sunrise og udgivet af Bandai.
Historien foregår i en fjern fremtid, og tager udgangspunkt i en konflikt mellem Jorden og en række menneskekolonier i rummet. Krigsførelse udøves hovedsageligt af forskellige typer bemandede maskiner, Mobile Suits, som kæmper både til lands, til vands, i luften og i rummet. Serien følger en række personer på begge sider af konflikten, som kæmper i særlige Mobile Suits, kaldet Gundams, som er de almindelige Mobile Suits langt overlegne.

## Fakta
Der er 49 afsnit af Gundam Wing, som har været vist på japansk og senere amerikansk tv. Serien er udkommet på DVD både i USA og Europa.
Gundam Wing efterfølges af Gundam Wing Endless Waltz, en miniserie på tre afsnit, som afslutter historien. De tre afsnit er senere blevet sat sammen og udgivet som en enkeltstående tegnefilm. Gundam Wing-serien og Endless Waltz er de eneste tegnefilm, der foregår i Gundam Wing-universet.

## Andre medier
Figurer og Mobile Suits fra Gundam Wing optræder bl.a. i følgende computerspil:
- Gundam Wing: Endless Duel (SNES, 1996)
- Dynasty Warriors Gundam (Xbox 360, PS3, 2007)